# Ло Ланьнуань
Ло Ланьнуань (нар. 13 грудня 1999) — китайська борчиня вільного стилю, бронзова призерка чемпіонату Азії, бронзова призерка Азійських ігор, срібна та бронзова призерка Кубків світу.

## Життєпис
Боротьбою почала займатися з 2012 року. У 2019 році стала чемпіонкою світу серед молоді.
Виступає за борцівський клуб провінції Гуандун. Тренер — Сю Куйюань (з 2012).

## Спортивні результати на міжнародних змаганнях

### Виступи на Чемпіонатах світу
| Змагання                        | Збірна | Вагова категорія          | Місце |
| ------------------------------- | ------ | ------------------------- | ----- |
| Чемпіонат світу з боротьби 2017 | КНР    | жіноча боротьба, до 53 кг | 12    |

### Виступи на Чемпіонатах Азії
| Змагання                       | Збірна | Вагова категорія          | Місце  |
| ------------------------------ | ------ | ------------------------- | ------ |
| Чемпіонат Азії з боротьби 2018 | КНР    | жіноча боротьба, до 55 кг | Бронза |

### Виступи на Азійських іграх
| Змагання                        | Збірна | Вагова категорія          | Місце  |
| ------------------------------- | ------ | ------------------------- | ------ |
| Азійські ігри в приміщенні 2017 | КНР    | жіноча боротьба, до 53 кг | Бронза |

### Виступи на Кубках світу
| Змагання                    | Збірна | Вагова категорія | Місце  |
| --------------------------- | ------ | ---------------- | ------ |
| Кубок світу з боротьби 2017 | КНР    | команда          | Срібло |
| Кубок світу з боротьби 2019 | КНР    | команда          | Бронза |

### Виступи на інших змаганнях
| Змагання                                   | Збірна | Вагова категорія          | Місце  |
| ------------------------------------------ | ------ | ------------------------- | ------ |
| Гран-прі «Іван Яригін» 2018                | КНР    | жіноча боротьба, до 55 кг | 7      |
| Відкритий чемпіонат Китаю з боротьби 2018  | КНР    | жіноча боротьба, до 53 кг | 5      |
| Відкритий чемпіонат Польщі з боротьби 2018 | КНР    | жіноча боротьба, до 55 кг | 10     |
| Турнір Олександра Медведя 2018             | КНР    | жіноча боротьба, до 55 кг | 7      |
| Тестовий турнір UWW 2019                   | КНР    | жіноча боротьба, до 53 кг | Золото |
| Турнір Маттео Пелліцоне 2020               | КНР    | жіноча боротьба, до 53 кг | 5      |

### Виступи на змаганнях молодших вікових груп
| Змагання                                     | Збірна | Вагова категорія          | Місце  |
| -------------------------------------------- | ------ | ------------------------- | ------ |
| Чемпіонат світу з боротьби серед молоді 2019 | КНР    | жіноча боротьба, до 55 кг | Золото |